# Шаверзашвили, Александр Васильевич
Александр Васильевич Шаверзашвили (груз.  ალექსანდრე ვასილის ძე შავერზაშვილი; 1919—2003) — советский и грузинский композитор, музыкальный педагог, профессор (с 1971). Кандидат искусствоведения (1951). Заслуженный деятель искусств Грузинской ССР (1961). Заслуженный деятель искусств Абхазской АССР (1979). Народный артист Грузинской ССР (1982). Член Союза Композиторов Грузии.

## Биография
В 1943 году окончил Тбилисскую консерваторию. Ученик П. Б. Рязанова (класс композиции), затем А. М. Баланчивадзе.
С 1947 года преподавал в центральной Тбилисской музыкальной школе, в 1955—1986 годах преподавал в Тбилисской консерватории (с 1971 г. — профессор, в 1968—1979 гг. — заведующий кафедрой композиции, с 1972 г. — проректор).
Среди его учеников — В. Ш. Азарашвили, Б. А. Квернадзе, Д. К. Хаупа.

## Музыкальные сочинения
В своих сочинениях часто применял старинные полифонические формы. Большое место в творчестве А. Шаверзашвили занимают произведения на революционные и военно-патриотические темы.
Автор 4 опер (в том числе «Маринэ» (постановка 1955, Театр оперы и балета им. Палиашвили); «К новому берегу» (постановка 1967), обе — Тбилиси, «Царь Эдип» (постановка 1965 в концертном исполнении, Большой зал Тбилисской консерватории), «Княжна Майя» (1966);
- оперетта «Маневры» (1958, Тбилисский театр музыкальной комедии);
- балет «Элгуджа» (1943)
- вокально-симфонические произведения, в том числе цикла «Тайный голос» на сл. Н. Бараташвили (1977);
- для оркестра — 3 симфоний (1945—1976) ;
- симфоническая поэма «Каджети» (1948),
- симфоническая картина «Мктвари» (1958);
- музыка к драматическим спектаклям и др.
- камерно-инструментальные ансамбли — для скрипки с фортепиано: соната (1950), соната-фантазия (1974), сонаты для виолончели с фортепиано (1970), для флейты с фортепиано (1979), 3 фортепианых трио (1952, 1968, 1979), 2 струнных квартета (1954, 1960), фортепианный квинтет (1955); для фортепиано — соната (1975), 24 прелюдии (1960); для голоса с фортепиано — вокальные циклы: Мои друзья пограничники (сл. И. В. Лашкова), Стихи о войне (сл. А. И. Безыменского и В. С. Давидовича; все — 1970),
- романсы на стихи А. С. Пушкина, М. Ю. Лермонтова, H. M. Бараташвили, А. М. Казбеги.

## Награды
- Орден Чести (1999)[1]
- Два ордена «Знак Почёта» (1935 и 1958[2])
- Заслуженный деятель искусств Грузинской ССР (1961).
- Заслуженный деятель искусств Абхазской АССР (1979).
- Народный артист Грузинской ССР (1982).
- Награждён серебряной медалью имени А. В. Александрова.